# Interlands Zwitsers voetbalelftal 1960-1969
Deze pagina toont een chronologisch en gedetailleerd overzicht van de interlands die het Zwitsers voetbalelftal heeft gespeeld in de periode 1960 – 1969.

## Interlands

### 1960
| |                                                                |       |             |                                                                                             |
| 6 januari Centraal-Europese Internationale Beker 1955-1960 № 279 «onderlinge duels» 14:30 uur (UTC+1) | Italië                                                         | 3 – 0 | Zwitserland | Stadio San Paolo, Napels Toeschouwers: 55.000 Scheidsrechter: Daniel Zariquiegui Izco (ESP) |
| 6 januari Centraal-Europese Internationale Beker 1955-1960 № 279 «onderlinge duels» 14:30 uur (UTC+1) | Rolf Mägerli 47' (e.d.) Gino Stacchini 64' Miguel Montuori 81' |       |             | Stadio San Paolo, Napels Toeschouwers: 55.000 Scheidsrechter: Daniel Zariquiegui Izco (ESP) |

|                                                                       |                                                        |       |                    |                                                                                  |
| 27 maart Vriendschappelijk № 280 «onderlinge duels» 15:00 uur (UTC+1) | België                                                 | 3 – 1 | Zwitserland        | Heizelstadion, Brussel Toeschouwers: 33.318 Scheidsrechter: Johannes Malka (GER) |
| 27 maart Vriendschappelijk № 280 «onderlinge duels» 15:00 uur (UTC+1) | Henri Diricx 40' (pen.) Jean Jadot 49' Leon Ritzen 70' |       | 16' Anton Allemann | Heizelstadion, Brussel Toeschouwers: 33.318 Scheidsrechter: Johannes Malka (GER) |

|                                                                      |                                                                                            |       |                                 |                                                                           |
| 6 april Vriendschappelijk № 281 «onderlinge duels» 20:15 uur (UTC+1) | Zwitserland                                                                                | 4 – 2 | Chili                           | St. Jakob-Park, Bazel Toeschouwers: 35.916 Scheidsrechter: Leo Horn (NED) |
| 6 april Vriendschappelijk № 281 «onderlinge duels» 20:15 uur (UTC+1) | Hernán Rodríguez 10' (.e.d.) Seppe Hügi 56' Anton Allemann 77' Roger Vonlanthen 82' (pen.) |       | 62' Juan Soto 76' Armando Tobar | St. Jakob-Park, Bazel Toeschouwers: 35.916 Scheidsrechter: Leo Horn (NED) |

|                                                                     |                                        |       |                 |                                                                                 |
| 18 mei Vriendschappelijk № 282 «onderlinge duels» 20:15 uur (UTC+1) | Zwitserland                            | 3 – 1 | Nederland       | Letzigrund, Zürich Toeschouwers: 17.081 Scheidsrechter: Friedrich Seipelt (AUT) |
| 18 mei Vriendschappelijk № 282 «onderlinge duels» 20:15 uur (UTC+1) | Anton Allemann 16', 70' Seppe Hügi 46' |       | 6' Kees Rijvers | Letzigrund, Zürich Toeschouwers: 17.081 Scheidsrechter: Friedrich Seipelt (AUT) |

|                                                                         |                                                                                           |       |                                 |                                                                               |
| 12 oktober Vriendschappelijk № 283 «onderlinge duels» 20:00 uur (UTC+1) | Zwitserland                                                                               | 6 – 2 | Frankrijk                       | St. Jakob-Park, Bazel Toeschouwers: 37.517 Scheidsrechter: Cesare Jonni (ITA) |
| 12 oktober Vriendschappelijk № 283 «onderlinge duels» 20:00 uur (UTC+1) | Hans Weber 19' Seppe Hügi 42' Seppe Hügi 61' Seppe Hügi 65' Seppe Hügi 80' Seppe Hügi 89' |       | 18' Yvon Goujon 87' Yvon Goujon | St. Jakob-Park, Bazel Toeschouwers: 37.517 Scheidsrechter: Cesare Jonni (ITA) |

|                                                                             |                                        |       |                                                                                 |                                                                                     |
| 20 november WK 1962 kwalificatie № 284 «onderlinge duels» 15:00 uur (UTC+1) | België                                 | 2 – 4 | Zwitserland                                                                     | Heizelstadion, Brussel Toeschouwers: 29.644 Scheidsrechter: Friedrich Seipelt (AUT) |
| 20 november WK 1962 kwalificatie № 284 «onderlinge duels» 15:00 uur (UTC+1) | Paul Van Himst 24' Marcel Paeschen 83' |       | 22' Charles Antenen 44' Heinz Schneiter 48' Charles Antenen 79' Charles Antenen | Heizelstadion, Brussel Toeschouwers: 29.644 Scheidsrechter: Friedrich Seipelt (AUT) |

### 1961
|                                                                        |                         |       |                    |                                                                                                  |
| 20 mei WK 1962 kwalificatie № 285 «onderlinge duels» 15:45 uur (UTC+1) | Zwitserland             | 2 – 1 | België             | Stade Olympique de la Pontaise, Lausanne Toeschouwers: 26.458 Scheidsrechter: Andor Dorogi (HUN) |
| 20 mei WK 1962 kwalificatie № 285 «onderlinge duels» 15:45 uur (UTC+1) | Robert Ballaman 8', 16' |       | 83' Roger Claessen | Stade Olympique de la Pontaise, Lausanne Toeschouwers: 26.458 Scheidsrechter: Andor Dorogi (HUN) |

|                                                                        |                                                                       |       |             |                                                                                  |
| 28 mei WK 1962 kwalificatie № 286 «onderlinge duels» 13:00 uur (UTC+1) | Zweden                                                                | 4 – 0 | Zwitserland | Råsundastadion, Solna Toeschouwers: 17.400 Scheidsrechter: Hermínio Soares (POR) |
| 28 mei WK 1962 kwalificatie № 286 «onderlinge duels» 13:00 uur (UTC+1) | Torbjörn Jonsson 8' Rune Börjesson 15' (pen.), 75' Agne Simonsson 70' |       |             | Råsundastadion, Solna Toeschouwers: 17.400 Scheidsrechter: Hermínio Soares (POR) |

|                                                                                 |                |       |                        |                                                                                            |
| 18 juni Noords Kampioenschap 1960/63 № 287 «onderlinge duels» 13:30 uur (UTC+1) | Denemarken     | 1 – 2 | Zweden                 | Københavns Idrætspark, Kopenhagen Toeschouwers: 52.486 Scheidsrechter: Birger Nilsen (NOR) |
| 18 juni Noords Kampioenschap 1960/63 № 287 «onderlinge duels» 13:30 uur (UTC+1) | Ole Madsen 61' |       | 7', 58' Rune Börjesson | Københavns Idrætspark, Kopenhagen Toeschouwers: 52.486 Scheidsrechter: Birger Nilsen (NOR) |

|                                                                             |                 |       |                                         |                                                                                      |
| 12 november WK 1962 kwalificatie № 288 «onderlinge duels» 14:00 uur (UTC+1) | Zweden          | 1 – 2 | Zwitserland                             | Olympiastadion, West-Berlijn Toeschouwers: 46.387 Scheidsrechter: Albert Dusch (FRG) |
| 12 november WK 1962 kwalificatie № 288 «onderlinge duels» 14:00 uur (UTC+1) | Yngve Brodd 21' |       | 67' Heinz Schneiter 72' Charles Antenen | Olympiastadion, West-Berlijn Toeschouwers: 46.387 Scheidsrechter: Albert Dusch (FRG) |

### 1962
|                                                                    |                                                      |       |                    |                                                                                            |
| 9 mei Vriendschappelijk № 289 «onderlinge duels» 15:00 uur (UTC+1) | Engeland                                             | 3 – 1 | Zwitserland        | Wembley Stadium, Londen Toeschouwers: 30.000 Scheidsrechter: Daniel Zariquiegui Izco (ESP) |
| 9 mei Vriendschappelijk № 289 «onderlinge duels» 15:00 uur (UTC+1) | Ron Flowers 20' Gerry Hitchens 21' John Connelly 36' |       | 32' Anton Allemann | Wembley Stadium, Londen Toeschouwers: 30.000 Scheidsrechter: Daniel Zariquiegui Izco (ESP) |

| Wereldkampioenschap voetbal 1962 |
| -------------------------------- |

|                                                                   |                                           |       |                  |                                                                                 |
| 30 mei WK 1962 Groep B № 290 «onderlinge duels» 15:00 uur (UTC−4) | Chili                                     | 3 – 1 | Zwitserland      | Estadio Nacional, Santiago Toeschouwers: 65.006 Scheidsrechter: Ken Aston (ENG) |
| 30 mei WK 1962 Groep B № 290 «onderlinge duels» 15:00 uur (UTC−4) | Leonel Sanchez 44', 51' Jaime Ramírez 55' |       | 6' Rolf Wüthrich | Estadio Nacional, Santiago Toeschouwers: 65.006 Scheidsrechter: Ken Aston (ENG) |

|                                                                   |                                  |       |                     |                                                                                |
| 3 juni WK 1962 Groep B № 291 «onderlinge duels» 15:00 uur (UTC−4) | West-Duitsland                   | 2 – 1 | Zwitserland         | Estadio Nacional, Santiago Toeschouwers: 64.922 Scheidsrechter: Leo Horn (NED) |
| 3 juni WK 1962 Groep B № 291 «onderlinge duels» 15:00 uur (UTC−4) | Albert Brülls 45' Uwe Seeler 59' |       | 73' Heinz Schneiter | Estadio Nacional, Santiago Toeschouwers: 64.922 Scheidsrechter: Leo Horn (NED) |

|                                                                   |                                       |       |             |                                                                                        |
| 7 juni WK 1962 Groep B № 292 «onderlinge duels» 15:00 uur (UTC−4) | Italië                                | 3 – 0 | Zwitserland | Estadio Nacional, Santiago Toeschouwers: 59.828 Scheidsrechter: Nikolay Latyshev (URS) |
| 7 juni WK 1962 Groep B № 292 «onderlinge duels» 15:00 uur (UTC−4) | Mora 1' Bulgarelli 65' Bulgarelli 67' |       |             | Estadio Nacional, Santiago Toeschouwers: 59.828 Scheidsrechter: Nikolay Latyshev (URS) |

|  |  |  |  |  |  |  |  |  |

|                                                                             |                                                         |       |                   |                                                                                        |
| 11 november EK 1964 kwalificatie № 293 «onderlinge duels» 14:30 uur (UTC+1) | Nederland                                               | 3 – 1 | Zwitserland       | Olympisch Stadion, Amsterdam Toeschouwers: 59.996 Scheidsrechter: Joaquim Campos (POR) |
| 11 november EK 1964 kwalificatie № 293 «onderlinge duels» 14:30 uur (UTC+1) | Tonny van der Linden 11' Sjaak Swart 75' Henk Groot 76' |       | 43' Charly Hertig | Olympisch Stadion, Amsterdam Toeschouwers: 59.996 Scheidsrechter: Joaquim Campos (POR) |

|                                                                          |                                                                               |       |                   |                                                                                   |
| 23 december Vriendschappelijk № 294 «onderlinge duels» 14:00 uur (UTC+1) | West-Duitsland                                                                | 5 – 1 | Zwitserland       | Wildparkstadion, Karlsruhe Toeschouwers: 48.250 Scheidsrechter: Piet Roomer (NED) |
| 23 december Vriendschappelijk № 294 «onderlinge duels» 14:00 uur (UTC+1) | Engelbert Kraus 32' Jürgen Werner 36' Jürgen Schütz 47', 77' Hans Küppers 79' |       | 12' René Brodmann | Wildparkstadion, Karlsruhe Toeschouwers: 48.250 Scheidsrechter: Piet Roomer (NED) |

### 1963
|                                                                       |                |       |             |                                                                                    |
| 13 januari Vriendschappelijk № 295 «onderlinge duels» 15:00 uur (UTC) | Marokko        | 1 – 0 | Zwitserland | Stade d'Honneur, Casablanca Toeschouwers: 12.500 Scheidsrechter: Jean Tricot (FRA) |
| 13 januari Vriendschappelijk № 295 «onderlinge duels» 15:00 uur (UTC) | Tahir Mustapha |       |             | Stade d'Honneur, Casablanca Toeschouwers: 12.500 Scheidsrechter: Jean Tricot (FRA) |

|                                                                          |                    |       |                 |                                                                             |
| 31 maart EK 1964 kwalificatie № 296 «onderlinge duels» 15:00 uur (UTC+1) | Zwitserland        | 1 – 1 | Nederland       | Wankdorf, Bern Toeschouwers: 31.794 Scheidsrechter: Jozef Kandlbinder (FRG) |
| 31 maart EK 1964 kwalificatie № 296 «onderlinge duels» 15:00 uur (UTC+1) | Anton Allemann 75' |       | 6' Piet Kruiver | Wankdorf, Bern Toeschouwers: 31.794 Scheidsrechter: Jozef Kandlbinder (FRG) |

|                                                                     |                    |       |                                                                                                   |                                                                               |
| 5 juni Vriendschappelijk № 297 «onderlinge duels» 19:45 uur (UTC+1) | Zwitserland        | 1 – 8 | Engeland                                                                                          | St. Jakob-Park, Bazel Toeschouwers: 47.588 Scheidsrechter: István Zsolt (HUN) |
| 5 juni Vriendschappelijk № 297 «onderlinge duels» 19:45 uur (UTC+1) | Heinz Bertschi 43' |       | 19', 55', 83' Bobby Charlton 30', 50' Johnny Byrne 42' Bryan Douglas 69' Tony Kay 75' Jimmy Melia | St. Jakob-Park, Bazel Toeschouwers: 47.588 Scheidsrechter: István Zsolt (HUN) |

|                                                                         |             |                                    |           |                                                                                |
| 3 november Vriendschappelijk № 298 «onderlinge duels» 14:45 uur (UTC+1) | Zwitserland | 0 – 2                              | Noorwegen | Letzigrund, Zürich Toeschouwers: 19.894 Scheidsrechter: Giulio Campanati (ITA) |
| 3 november Vriendschappelijk № 298 «onderlinge duels» 14:45 uur (UTC+1) |             | 28' Erik Johansen 63' Roald Jensen |           | Letzigrund, Zürich Toeschouwers: 19.894 Scheidsrechter: Giulio Campanati (ITA) |

|                                                                          |                                       |       |                                             |                                                                                    |
| 11 november Vriendschappelijk № 299 «onderlinge duels» 14:45 uur (UTC+1) | Frankrijk                             | 2 – 2 | Zwitserland                                 | Parc des Princes, Parijs Toeschouwers: 27.350 Scheidsrechter: Arthur Holland (ENG) |
| 11 november Vriendschappelijk № 299 «onderlinge duels» 14:45 uur (UTC+1) | Jean-Louis Buron 18' Georges Lech 31' |       | 51' (e.d.) Marcel Artelesa 75' André Bosson | Parc des Princes, Parijs Toeschouwers: 27.350 Scheidsrechter: Arthur Holland (ENG) |

### 1964
|                                                                       |                                                 |       |        |                                                                                       |
| 15 april Vriendschappelijk № 300 «onderlinge duels» 20:15 uur (UTC+1) | Zwitserland                                     | 2 – 0 | België | Stade des Charmilles, Genève Toeschouwers: 23.603 Scheidsrechter: Iginio Rigato (ITA) |
| 15 april Vriendschappelijk № 300 «onderlinge duels» 20:15 uur (UTC+1) | Jean-Claude Schindelholz 39' Heinz Bertschi 62' |       |        | Stade des Charmilles, Genève Toeschouwers: 23.603 Scheidsrechter: Iginio Rigato (ITA) |

|                                                                       |                                                      |       |                                                                        |                                                                         |
| 29 april Vriendschappelijk № 301 «onderlinge duels» 20:15 uur (UTC+1) | Zwitserland                                          | 2 – 3 | Portugal                                                               | Hardturm, Zürich Toeschouwers: 14.373 Scheidsrechter: Jean Tricot (FRA) |
| 29 april Vriendschappelijk № 301 «onderlinge duels» 20:15 uur (UTC+1) | Américo Lopes 39' (e.d.) Norbert Eschmann 87' (pen.) |       | 30' José Augusto Torres 35' António Simões 49' José Augusto de Almeida | Hardturm, Zürich Toeschouwers: 14.373 Scheidsrechter: Jean Tricot (FRA) |

|                                                                     |                             |       |                                                         |                                                                                                |
| 10 mei Vriendschappelijk № 302 «onderlinge duels» 14:30 uur (UTC+1) | Zwitserland                 | 1 – 3 | Italië                                                  | Stade Olympique de la Pontaise, Lausanne Toeschouwers: 38.261 Scheidsrechter: Gyula Gere (HUN) |
| 10 mei Vriendschappelijk № 302 «onderlinge duels» 14:30 uur (UTC+1) | Norbert Eschmann 13' (pen.) |       | 6' Alessandro Mazzola 37' Mario Corso 55' Gianni Rivera | Stade Olympique de la Pontaise, Lausanne Toeschouwers: 38.261 Scheidsrechter: Gyula Gere (HUN) |

|                                                                     |                                                                 |       |                      |                                                                                   |
| 1 juli Vriendschappelijk № 303 «onderlinge duels» 19:00 uur (UTC+2) | Noorwegen                                                       | 3 – 2 | Zwitserland          | Brannstadion, Bergen Toeschouwers: 15.000 Scheidsrechter: Gunnar Michaelsen (DEN) |
| 1 juli Vriendschappelijk № 303 «onderlinge duels» 19:00 uur (UTC+2) | Olav Nilsen 54' Erik Johansen 60' (pen.) Einar Bruno Larsen 85' |       | 28', 33' Kurt Grünig | Brannstadion, Bergen Toeschouwers: 15.000 Scheidsrechter: Gunnar Michaelsen (DEN) |

|                                                                        |             |                         |           |                                                                            |
| 4 oktober Vriendschappelijk № 304 «onderlinge duels» 15:00 uur (UTC+1) | Zwitserland | 0 – 2                   | Hongarije | Wankdorf, Bern Toeschouwers: 31.636 Scheidsrechter: Giulio Campanati (ITA) |
| 4 oktober Vriendschappelijk № 304 «onderlinge duels» 15:00 uur (UTC+1) |             | 39', 84' Flórián Albert |           | Wankdorf, Bern Toeschouwers: 31.636 Scheidsrechter: Giulio Campanati (ITA) |

|                                                                            |                    |       |             |                                                                                 |
| 14 oktober WK 1966 kwalificatie № 305 «onderlinge duels» 19:45 uur (UTC+1) | Noord-Ierland      | 1 – 0 | Zwitserland | Windsor Park, Belfast Toeschouwers: 28.598 Scheidsrechter: Hubert Burguet (BEL) |
| 14 oktober WK 1966 kwalificatie № 305 «onderlinge duels» 19:45 uur (UTC+1) | Johnny Crossan 46' |       |             | Windsor Park, Belfast Toeschouwers: 28.598 Scheidsrechter: Hubert Burguet (BEL) |

|                                                                             |                                |       |                 |                                                                                                   |
| 14 november WK 1966 kwalificatie № 306 «onderlinge duels» 14:45 uur (UTC+1) | Zwitserland                    | 2 – 1 | Noord-Ierland   | Stade Olympique de la Pontaise, Lausanne Toeschouwers: 22.162 Scheidsrechter: Paul Schiller (AUT) |
| 14 november WK 1966 kwalificatie № 306 «onderlinge duels» 14:45 uur (UTC+1) | René Quentin 28' Köbi Kuhn 34' |       | 31' George Best | Stade Olympique de la Pontaise, Lausanne Toeschouwers: 22.162 Scheidsrechter: Paul Schiller (AUT) |

### 1965
|                                                                          |         |                                        |             |                                                                                         |
| 11 april WK 1966 kwalificatie № 307 «onderlinge duels» 15:00 uur (UTC+1) | Albanië | 0 – 2                                  | Zwitserland | Qemal Stafastadion, Tirana Toeschouwers: 27.291 Scheidsrechter: Antonio Sbardella (ITA) |
| 11 april WK 1966 kwalificatie № 307 «onderlinge duels» 15:00 uur (UTC+1) |         | 33' René Quentin 90' (pen.) Jakob Kuhn |             | Qemal Stafastadion, Tirana Toeschouwers: 27.291 Scheidsrechter: Antonio Sbardella (ITA) |

|                                                                       |                       |       |         |                                                                                              |
| 2 mei WK 1966 kwalificatie № 308 «onderlinge duels» 15:00 uur (UTC+1) | Zwitserland           | 1 – 0 | Albanië | Stade des Charmilles, Genève Toeschouwers: 24.108 Scheidsrechter: Adolfo Bueno Perales (ESP) |
| 2 mei WK 1966 kwalificatie № 308 «onderlinge duels» 15:00 uur (UTC+1) | Jakob Kuhn 10' (pen.) |       |         | Stade des Charmilles, Genève Toeschouwers: 24.108 Scheidsrechter: Adolfo Bueno Perales (ESP) |

|                                                                     |                |                     |             |                                                                                       |
| 26 mei Vriendschappelijk № 309 «onderlinge duels» 19:30 uur (UTC+1) | West-Duitsland | 0 – 1               | Zwitserland | St. Jakob-Park, Bazel Toeschouwers: 39.544 Scheidsrechter: Adolfo Bueno Perales (ESP) |
| 26 mei Vriendschappelijk № 309 «onderlinge duels» 19:30 uur (UTC+1) |                | 43' Walter Rodekamp |             | St. Jakob-Park, Bazel Toeschouwers: 39.544 Scheidsrechter: Adolfo Bueno Perales (ESP) |

|                                                                            |           |       |             |                                                                                       |
| 17 oktober WK 1966 kwalificatie № 310 «onderlinge duels» 14:30 uur (UTC+1) | Nederland | 0 – 0 | Zwitserland | Olympisch Stadion, Amsterdam Toeschouwers: 57.759 Scheidsrechter: Einar Boström (SWE) |
| 17 oktober WK 1966 kwalificatie № 310 «onderlinge duels» 14:30 uur (UTC+1) |           |       |             | Olympisch Stadion, Amsterdam Toeschouwers: 57.759 Scheidsrechter: Einar Boström (SWE) |

|                                                                             |                                    |       |                   |                                                                            |
| 14 november WK 1966 kwalificatie № 311 «onderlinge duels» 14:30 uur (UTC+1) | Zwitserland                        | 2 – 1 | Nederland         | Wankdorf, Bern Toeschouwers: 44.009 Scheidsrechter: Kurt Tschenscher (FRG) |
| 14 november WK 1966 kwalificatie № 311 «onderlinge duels» 14:30 uur (UTC+1) | Robert Hosp 10' Anton Allemann 87' |       | 53' Theo Laseroms | Wankdorf, Bern Toeschouwers: 44.009 Scheidsrechter: Kurt Tschenscher (FRG) |

### 1966
|                                                                       |                                   |       |                                         |                                                                                |
| 20 april Vriendschappelijk № 312 «onderlinge duels» 20:00 uur (UTC+1) | Zwitserland                       | 2 – 2 | Sovjet-Unie                             | St. Jakob-Park, Bazel Toeschouwers: 38.543 Scheidsrechter: Einar Boström (SWE) |
| 20 april Vriendschappelijk № 312 «onderlinge duels» 20:00 uur (UTC+1) | Robert Hosp 59' André Grobéty 73' |       | 3' Igor Tsjislenko 9' Viktor Ponedelnik | St. Jakob-Park, Bazel Toeschouwers: 38.543 Scheidsrechter: Einar Boström (SWE) |

|                                                                     |                                       |       |                |                                                                                   |
| 5 juni Vriendschappelijk № 313 «onderlinge duels» 18:00 uur (UTC+1) | Hongarije                             | 3 – 1 | Zwitserland    | Népstadion, Boedapest Toeschouwers: 26.000 Scheidsrechter: Giulio Campanati (ITA) |
| 5 juni Vriendschappelijk № 313 «onderlinge duels» 18:00 uur (UTC+1) | János Farkas 44' Ferenc Bene 45', 65' |       | 69' Jakob Kuhn | Népstadion, Boedapest Toeschouwers: 26.000 Scheidsrechter: Giulio Campanati (ITA) |

|                                                                      |                        |       |                  | |
| 18 juni Vriendschappelijk № 314 «onderlinge duels» 18:30 uur (UTC+1) | Zwitserland            | 1 – 1 | Mexico           | Stade Olympique de la Pontaise, Lausanne Toeschouwers: 14.413 Scheidsrechter: Mathias Frisch (LUX) |
| 18 juni Vriendschappelijk № 314 «onderlinge duels» 18:30 uur (UTC+1) | Gustavo Peña 1' (e.d.) |       | 5' Aarón Padilla | Stade Olympique de la Pontaise, Lausanne Toeschouwers: 14.413 Scheidsrechter: Mathias Frisch (LUX) |

| Wereldkampioenschap voetbal 1966 |
| -------------------------------- |

|                                                                    |                                                                            |       |             |                                                                                          |
| 12 juli WK 1966 Groep B № 315 «onderlinge duels» 19:30 uur (UTC+1) | West-Duitsland                                                             | 5 – 0 | Zwitserland | Hillsborough stadion, Sheffield Toeschouwers: 36.127 Scheidsrechter: Hugh Phillips (SCO) |
| 12 juli WK 1966 Groep B № 315 «onderlinge duels» 19:30 uur (UTC+1) | Sigfried Held 16' Helmut Haller 21', 77' (pen.) Franz Beckenbauer 40', 52' |       |             | Hillsborough stadion, Sheffield Toeschouwers: 36.127 Scheidsrechter: Hugh Phillips (SCO) |

|                                                                    |                                               |       |                         |                                                                                    |
| 15 juli WK 1966 Groep B № 316 «onderlinge duels» 19:30 uur (UTC+1) | Spanje                                        | 2 – 1 | Zwitserland             | Hillsborough, Sheffield Toeschouwers: 32.000 Scheidsrechter: Tofik Bakhramov (URS) |
| 15 juli WK 1966 Groep B № 316 «onderlinge duels» 19:30 uur (UTC+1) | Manuel Sanchís Martínez 57' Amancio Amaro 75' |       | 31' René-Pierre Quentin | Hillsborough, Sheffield Toeschouwers: 32.000 Scheidsrechter: Tofik Bakhramov (URS) |

|                                                                    |                                   |       |             |                                                                                   |
| 19 juli WK 1966 Groep B № 317 «onderlinge duels» 19:30 uur (UTC+1) | Argentinië                        | 2 – 0 | Zwitserland | Hillsborough, Sheffield Toeschouwers: 31.443 Scheidsrechter: Joaquim Campos (POR) |
| 19 juli WK 1966 Groep B № 317 «onderlinge duels» 19:30 uur (UTC+1) | Luis Artime 53' Ermindo Onega 81' |       |             | Hillsborough, Sheffield Toeschouwers: 31.443 Scheidsrechter: Joaquim Campos (POR) |

|  |  |  |  |  |  |  |  |  |

|                                                                         |                   |       |             |                                                                              |
| 22 oktober Vriendschappelijk № 318 «onderlinge duels» 15:30 uur (UTC+1) | België            | 1 – 0 | Zwitserland | De Klokke, Brugge Toeschouwers: 12.902 Scheidsrechter: Pierre Schwinte (FRA) |
| 22 oktober Vriendschappelijk № 318 «onderlinge duels» 15:30 uur (UTC+1) | Roger Claessen 4' |       |             | De Klokke, Brugge Toeschouwers: 12.902 Scheidsrechter: Pierre Schwinte (FRA) |

|                                                                            |                                                   |       |                                        |                                                                                         |
| 2 november EK 1968 kwalificatie № 319 «onderlinge duels» 14:45 uur (UTC+2) | Roemenië                                          | 4 – 2 | Zwitserland                            | Stadionul Republicii, Boekarest Toeschouwers: 14.209 Scheidsrechter: James Finney (ENG) |
| 2 november EK 1968 kwalificatie № 319 «onderlinge duels» 14:45 uur (UTC+2) | Mircea Dridea 8' Constantin Frăţilă 12', 15', 38' |       | 52' Friedrich Künzli 70' Karl Odermatt | Stadionul Republicii, Boekarest Toeschouwers: 14.209 Scheidsrechter: James Finney (ENG) |

### 1967
|                                                                       |                                          |       |             |                                                                                        |
| 5 januari Vriendschappelijk № 320 «onderlinge duels» 21:00 uur (UTC+) | Mexico                                   | 3 – 0 | Zwitserland | Aztekenstadion, Mexico-Stad Toeschouwers: 30.000 Scheidsrechter: Arturo Yamasaki (MEX) |
| 5 januari Vriendschappelijk № 320 «onderlinge duels» 21:00 uur (UTC+) | Vicente Pereda 5' Enrique Borja 56', 88' |       |             | Aztekenstadion, Mexico-Stad Toeschouwers: 30.000 Scheidsrechter: Arturo Yamasaki (MEX) |

|                                                                    |                   |       |                              |                                                                                   |
| 3 mei Vriendschappelijk № 321 «onderlinge duels» 20:00 uur (UTC+1) | Zwitserland       | 1 – 2 | Tsjecho-Slowakije            | St. Jakob-Park, Bazel Toeschouwers: 20.643 Scheidsrechter: Kurt Tschenscher (FRG) |
| 3 mei Vriendschappelijk № 321 «onderlinge duels» 20:00 uur (UTC+1) | Karl Odermatt 34' |       | 3' Ján Geleta 53' Karol Jokl | St. Jakob-Park, Bazel Toeschouwers: 20.643 Scheidsrechter: Kurt Tschenscher (FRG) |

|                                                                        |                                                                                          |       |                    |                                                                                    |
| 24 mei EK 1968 kwalificatie № 322 «onderlinge duels» 20:00 uur (UTC+1) | Zwitserland                                                                              | 7 – 1 | Roemenië           | Hardturm Stadion, Zürich Toeschouwers: 21.337 Scheidsrechter: Robert Lacoste (FRA) |
| 24 mei EK 1968 kwalificatie № 322 «onderlinge duels» 20:00 uur (UTC+1) | Friedrich Künzli 12', 67' René Quentin 15', 32' Rolf Blättler 46', 59' Karl Odermatt 63' |       | 70' Nicolae Dobrin | Hardturm Stadion, Zürich Toeschouwers: 21.337 Scheidsrechter: Robert Lacoste (FRA) |

|                                                                        |                                                    |       |                                      |                                                                                       |
| 1 oktober Vriendschappelijk № 323 «onderlinge duels» 19:00 uur (UTC+3) | Sovjet-Unie                                        | 2 – 2 | Zwitserland                          | Centraal Leninstadion, Moskou Toeschouwers: 15.000 Scheidsrechter: Roger Machin (FRA) |
| 1 oktober Vriendschappelijk № 323 «onderlinge duels» 19:00 uur (UTC+3) | Moertaz Choertsilava 18' Markus Pfirter 41' (e.d.) |       | 2' Rolf Blättler 73' Georges Perroud | Centraal Leninstadion, Moskou Toeschouwers: 15.000 Scheidsrechter: Roger Machin (FRA) |

|                                                                            |                                                                            |       |        |                                                                                     |
| 8 november EK 1968 kwalificatie № 324 «onderlinge duels» 20:30 uur (UTC+1) | Zwitserland                                                                | 5 – 0 | Cyprus | Stadio di Cornaredo, Lugano Toeschouwers: 3.737 Scheidsrechter: Robert Schaut (BEL) |
| 8 november EK 1968 kwalificatie № 324 «onderlinge duels» 20:30 uur (UTC+1) | Rolf Blättler 30', 55' Fritz Künzli 41' Richard Dürr 56' Karl Odermatt 72' |       |        | Stadio di Cornaredo, Lugano Toeschouwers: 3.737 Scheidsrechter: Robert Schaut (BEL) |

|                                                                             |                                   |       |                           |                                                                        |
| 18 november EK 1968 kwalificatie № 325 «onderlinge duels» 14:45 uur (UTC+1) | Zwitserland                       | 2 – 2 | Italië                    | Wankdorf, Bern Toeschouwers: 53.138 Scheidsrechter: István Zsolt (HUN) |
| 18 november EK 1968 kwalificatie № 325 «onderlinge duels» 14:45 uur (UTC+1) | René Quentin 34' Fritz Künzli 68' |       | 66', 85' (pen.) Gigi Riva | Wankdorf, Bern Toeschouwers: 53.138 Scheidsrechter: István Zsolt (HUN) |

|                                                                             |                                                                |       |             |                                                                                   |
| 23 december EK 1968 kwalificatie № 326 «onderlinge duels» 14:30 uur (UTC+1) | Italië                                                         | 4 – 0 | Zwitserland | Stadio Amsicora, Cagliari Toeschouwers: 24.743 Scheidsrechter: Tiny Wharton (SCO) |
| 23 december EK 1968 kwalificatie № 326 «onderlinge duels» 14:30 uur (UTC+1) | Alessandro Mazzola 3' Gigi Riva 13' Angelo Domenghini 45', 67' |       |             | Stadio Amsicora, Cagliari Toeschouwers: 24.743 Scheidsrechter: Tiny Wharton (SCO) |

### 1968
|                                                                          |                             |       |                      |                                                                                             |
| 14 februari Vriendschappelijk № 327 «onderlinge duels» 15:30 uur (UTC+2) | Israël                      | 2 – 1 | Zwitserland          | Bloomfieldstadion, Tel Aviv Toeschouwers: 8.000 Scheidsrechter: Alessandro D`Agostini (ITA) |
| 14 februari Vriendschappelijk № 327 «onderlinge duels» 15:30 uur (UTC+2) | Mordechai Spiegler 43', 67' |       | 49' Friedrich Künzli | Bloomfieldstadion, Tel Aviv Toeschouwers: 8.000 Scheidsrechter: Alessandro D`Agostini (ITA) |

|                                                                             |                                              |       |                             |                                                                             |
| 17 februari EK 1968 kwalificatie № 328 «onderlinge duels» 15:30 uur (UTC+2) | Cyprus                                       | 2 – 1 | Zwitserland                 | GSP-stadion, Nicosia Toeschouwers: 8.000 Scheidsrechter: Pavel Špoták (TCH) |
| 17 februari EK 1968 kwalificatie № 328 «onderlinge duels» 15:30 uur (UTC+2) | Melis Asprou 22' Pamboullis Papadopoulos 46' |       | 9' (e.d.) Kostas Panayiotou | GSP-stadion, Nicosia Toeschouwers: 8.000 Scheidsrechter: Pavel Špoták (TCH) |

|                                                                       |             |       |                |                                                                                        |
| 17 april Vriendschappelijk № 329 «onderlinge duels» 20:00 uur (UTC+1) | Zwitserland | 0 – 0 | West-Duitsland | St. Jakob-Park, Bazel Toeschouwers: 55.057 Scheidsrechter: Alessandro D`Agostini (ITA) |
| 17 april Vriendschappelijk № 329 «onderlinge duels» 20:00 uur (UTC+1) |             |       |                | St. Jakob-Park, Bazel Toeschouwers: 55.057 Scheidsrechter: Alessandro D`Agostini (ITA) |

|                                                                           |                 |       |            |                                                                           |
| 22 september Vriendschappelijk № 330 «onderlinge duels» 17:00 uur (UTC+1) | Zwitserland     | 1 – 0 | Oostenrijk | Wankdorf, Bern Toeschouwers: 19.494 Scheidsrechter: Janus Aalbrecht (NED) |
| 22 september Vriendschappelijk № 330 «onderlinge duels» 17:00 uur (UTC+1) | René Quentin 6' |       |            | Wankdorf, Bern Toeschouwers: 19.494 Scheidsrechter: Janus Aalbrecht (NED) |

|                                                                            |                         |       |             |                                                                                     |
| 12 oktober WK 1970 kwalificatie № 331 «onderlinge duels» 20:00 uur (UTC+1) | Zwitserland             | 1 – 0 | Griekenland | St. Jakob-Park, Bazel Toeschouwers: 35.778 Scheidsrechter: Adrianus Boogaerts (NED) |
| 12 oktober WK 1970 kwalificatie № 331 «onderlinge duels» 20:00 uur (UTC+1) | René-Pierre Quentin 21' |       |             | St. Jakob-Park, Bazel Toeschouwers: 35.778 Scheidsrechter: Adrianus Boogaerts (NED) |

|                                                                             |                                          |       |             |                                                                                       |
| 23 november WK 1970 kwalificatie № 332 «onderlinge duels» 14:00 uur (UTC+2) | Roemenië                                 | 2 – 0 | Zwitserland | Stadionul 23 August, Boekarest Toeschouwers: 18.854 Scheidsrechter: Nejat Şener (TUR) |
| 23 november WK 1970 kwalificatie № 332 «onderlinge duels» 14:00 uur (UTC+2) | Florea Dumitrache 58' Flavius Domide 74' |       |             | Stadionul 23 August, Boekarest Toeschouwers: 18.854 Scheidsrechter: Nejat Şener (TUR) |

### 1969
|                                                                       |              |       |             |                                                                                      |
| 26 maart Vriendschappelijk № 333 «onderlinge duels» 20:30 uur (UTC+1) | Spanje       | 1 – 0 | Zwitserland | Estadio Mestalla, Valencia Toeschouwers: 10.000 Scheidsrechter: Robert Lacoste (FRA) |
| 26 maart Vriendschappelijk № 333 «onderlinge duels» 20:30 uur (UTC+1) | Bustillo 25' |       |             | Estadio Mestalla, Valencia Toeschouwers: 10.000 Scheidsrechter: Robert Lacoste (FRA) |

|                                                                          |          |                              |             |                                                                                       |
| 16 april WK 1970 kwalificatie № 334 «onderlinge duels» 21:30 uur (UTC+1) | Portugal | 0 – 2                        | Zwitserland | Estádio José Alvalade, Lissabon Toeschouwers: 9.324 Scheidsrechter: Jack Taylor (ENG) |
| 16 april WK 1970 kwalificatie № 334 «onderlinge duels» 21:30 uur (UTC+1) |          | 21', 36' Georges Vuilleumier |             | Estádio José Alvalade, Lissabon Toeschouwers: 9.324 Scheidsrechter: Jack Taylor (ENG) |

|                                                                        |             |                          |          |                                                                                                  |
| 14 mei WK 1970 kwalificatie № 335 «onderlinge duels» 20:30 uur (UTC+1) | Zwitserland | 0 – 1                    | Roemenië | Stade Olympique de la Pontaise, Lausanne Toeschouwers: 28.446 Scheidsrechter: Tiny Wharton (SCO) |
| 14 mei WK 1970 kwalificatie № 335 «onderlinge duels» 20:30 uur (UTC+1) |             | 33' (e.d.) Bruno Michaud |          | Stade Olympique de la Pontaise, Lausanne Toeschouwers: 28.446 Scheidsrechter: Tiny Wharton (SCO) |

|                                                                           |                                              |       |             |                                                                                      |
| 24 september Vriendschappelijk № 336 «onderlinge duels» 18:30 uur (UTC+2) | Turkije                                      | 3 – 0 | Zwitserland | Mithatpaşastadion, Istanbul Toeschouwers: 28.000 Scheidsrechter: Petar Nikolov (BUL) |
| 24 september Vriendschappelijk № 336 «onderlinge duels» 18:30 uur (UTC+2) | Metin Kurt 17' Nihat Yayöz 37' Can Bartu 48' |       |             | Mithatpaşastadion, Istanbul Toeschouwers: 28.000 Scheidsrechter: Petar Nikolov (BUL) |

|                                                                            |                                                                 |       |                  |                                                                                            |
| 15 oktober WK 1970 kwalificatie № 337 «onderlinge duels» 15:30 uur (UTC+2) | Griekenland                                                     | 4 – 1 | Zwitserland      | Kaftanzogliostadion, Thessaloniki Toeschouwers: 47.458 Scheidsrechter: Paul Schiller (AUT) |
| 15 oktober WK 1970 kwalificatie № 337 «onderlinge duels» 15:30 uur (UTC+2) | Giorgos Koudas 33' Vasilis Botinos 40', 49' Giorgos Sideris 43' |       | 76' Fritz Künzli | Kaftanzogliostadion, Thessaloniki Toeschouwers: 47.458 Scheidsrechter: Paul Schiller (AUT) |

|                                                                            |                      |       |             |                                                                      |
| 2 november WK 1970 kwalificatie № 338 «onderlinge duels» 14:30 uur (UTC+1) | Zwitserland          | 1 – 1 | Portugal    | Wankdorf, Bern Toeschouwers: 28.807 Scheidsrechter: Bo Nilsson (SWE) |
| 2 november WK 1970 kwalificatie № 338 «onderlinge duels» 14:30 uur (UTC+1) | Friedrich Künzli 88' |       | 41' Eusébio | Wankdorf, Bern Toeschouwers: 28.807 Scheidsrechter: Bo Nilsson (SWE) |

UEFA: Albanië · België · Bulgarije · Cyprus · Denemarken · West-Duitsland · Duitse Democratische Republiek · Engeland · Finland · Frankrijk · Griekenland · Hongarije · Ierland · IJsland · Italië · Joegoslavië · Luxemburg · Malta · Nederland · Noord-Ierland · Noorwegen · Oostenrijk · Polen · Portugal · Roemenië · Schotland · Sovjet-Unie · Spanje · Tsjecho-Slowakije · Turkije · Wales · Zweden · Zwitserland

CAF: Madagaskar AFC: Israël

SFV · A-internationals · Selecties · Bondscoaches · Zwitsers vrouwenelftal · Olympisch elftal · Zwitserland U21 · Zwitserland U19 · Zwitserland U18 · Zwitserland U17 · Zwitserland U16 · Vrouwen U17
1905 – 1919 · 
1920 – 1929 · 
1930 – 1939 · 
1940 – 1949 · 
1950 – 1959 · 
1960 – 1969 · 
1970 – 1979 · 
1980 – 1989 · 
1990 – 1999 · 
2000 – 2009 · 
2010 – 2019 · 
2020 – 2029
EK's: 1996 · 
2004 · 
2008 · 
2016 · 
2020 · 
2024
WK's: 1934 · 
1938 · 
1950 · 
1954 · 
1962 · 
1966 · 
1994 · 
2006 · 
2010 · 
2014 · 
2018 · 
2022
OS: 1924 · 
1928 · 
2012
1905 · 
1906 · 1907 · 
1908 · 
1909 · 
1910 · 
1911 · 
1912 · 
1913 · 
1914 · 
1915 · 
1916 · 
1917 · 
1918 · 
1919 · 
1920 · 
1921 · 
1922 · 
1923 · 
1924 · 
1925 · 
1926 · 
1927 · 
1928 · 
1929 · 
1930 · 
1931 · 
1932 · 
1933 · 
1934 · 
1935 · 
1936 · 
1937 · 
1938 · 
1939 · 
1940 · 
1941 · 
1942 · 
1943 · 
1944 · 
1945 · 
1946 · 
1947 · 
1948 · 
1949 · 
1950 · 
1952 ·
1952 · 
1953 · 
1954 · 
1955 · 
1956 · 
1957 · 
1958 · 
1959 · 
1960 · 
1961 · 
1962 · 
1963 · 
1964 · 
1965 · 
1966 · 
1967 · 
1968 · 
1969 · 
1970 · 
1971 · 
1972 · 
1973 · 
1974 · 
1975 · 
1976 · 
1977 ·
1978 · 
1979 · 
1980 · 
1981 · 
1982 · 
1983 · 
1984 · 
1985 · 
1986 · 
1987 · 
1988 · 
1989 · 
1990 ·
1991 · 
1992 · 
1993 · 
1994 ·
1995 · 
1996 · 
1997 · 
1998 · 
1999 · 
2000 · 
2001 · 
2002 · 
2003 · 
2004 · 
2005 · 
2006 · 
2007 · 
2008 · 
2009 · 
2010 · 
2011 · 
2012 · 
2013 ·
2014 ·
2015 ·
2016 ·
2017 ·
2018 ·
2019 ·
2020 ·
2021 ·
2022
Albanië ·
Algerije · 
Andorra · 
Argentinië ·
Australië ·
Azerbeidzjan ·
België ·
Bolivia ·
Bosnië en Herzegovina ·
Brazilië ·
Bulgarije ·
Canada ·
Chili ·
China ·
Colombia ·
Costa Rica ·
Cyprus ·
Denemarken ·
DDR ·
Duitsland ·
Ecuador ·
Egypte ·
Engeland · 
Estland ·
Faeröer ·
Finland ·
Frankrijk ·
Georgië ·
Ghana ·
Gibraltar ·
Griekenland ·
Honduras ·
Hongarije ·
Hongkong ·
Ierland ·
IJsland ·
Israël ·
Italië ·
Ivoorkust ·
Jamaica ·
Japan ·
Joegoslavië ·
Kameroen ·
Kenia ·
Kosovo ·
Kroatië ·
Letland ·
Liechtenstein ·
Litouwen ·
Luxemburg ·
Malta ·
Marokko ·
Mexico ·
Moldavië ·
Montenegro ·
Nederland ·
Nigeria ·
Noord-Ierland ·
Noorwegen ·
Oekraïne ·
Oman ·
Oostenrijk ·
Panama ·
Peru ·
Polen ·
Portugal ·
Qatar ·
Roemenië ·
Rusland ·
Saarland ·
San Marino ·
Schotland ·
Servië ·
Slovenië ·
Slowakije ·
Sovjet-Unie · 
Spanje ·
Togo ·
Tsjechië ·
Tsjecho-Slowakije ·
Tunesië ·
Turkije ·
Uruguay ·
Venezuela ·
VA Emiraten ·
Verenigde Staten ·
Wales ·
Wit-Rusland ·
Zimbabwe ·
Zuid-Korea ·
Zweden
Albanië (2016) ·
Argentinië (2014) ·
Brazilië (2018) ·
Chili (2010) ·
Costa Rica (2018) ·
Ecuador (2014) ·
Frankrijk (2006) ·
Frankrijk (2014) ·
Frankrijk (2016) ·
Frankrijk (2021) ·
Honduras (2010) · 
Honduras (2014) · 
Italië (2021) · 
Oekraïne (2006) ·
Portugal (2008)  · 
Portugal (2022) · 
Roemenië (2016) · 
Servië (2018) ·
Spanje (2010) ·
Spanje (2021) ·
Togo (2006) ·
Tsjechië (2008) ·
Turkije (2008) ·
Turkije (2021) ·
Wales (2021) ·
Zuid-Korea (2006) ·
Zweden (2018)